# Arroyo de Los Combos
Arroyo de Los Combos es un pequeño arroyo de la Comunidad de Madrid que recorre de norte a sur los términos municipales de Móstoles, Moraleja de Enmedio y Arroyomolinos para desembocar en el río Guadarrama en este último municipio.

## Entorno y aprovechamiento
Los márgenes de este arroyo conservan bosques de pino que contrastan con la deforestación de los alrededores.
Antiguamente se usaba su cauce estacionario para regadío y existía una pequeña presa entre los municipios de Móstoles y Arroyomolinos.
En los últimos años su entorno se está urbanizando intensamente en el nuevo desarrollo de Los Bulevares (Arroyomolinos), mientras que, en Móstoles, da nombre a una conocida marca de leche y explotación de ganado vacuno situada en sus proximidades.